# Истомины
Истомины — русские дворянские роды.
Опричником Ивана Грозного (1573) числился Никита Истомин.
Томило Истомин был (1629—1658) дьяком большого Конюшенного приказа. Его сын Поликарп (ум. в 1676) также был дьяком.
Иван Андреевич Истомин (1769(66)—24.08 (5.09) 1823, Ревель), секретарь эстляндской казённой палаты. Жена — Елизавета (правосл. Евдокия Ивановна) (1782, Ревель—1862, Петербург) была дочерью ревельского купца Йогана Гофмейстера. После замужества (13.01.1801) приняла православие. В браке родилось 7 детей (5 сыновей и 2 дочери). Все пять сыновей связали жизнь с морем. Наиболее известны были контр-адмирал Владимир Иванович, а также вице-адмирал Павел Иванович (1817—1881) и адмирал Константин Иванович (1805—1876), бывшего председателем главного военного морского суда. Также были сыновья Андрей (9.11.1807—24.08.1842), погибший при крушении корабля «Ингерманланд» и Александр (7.12.1814—1832), погибший в чине гардемарина во время шторма на кронштадтском рейде. Дочери: Александра (20.12.1803-?) и Елизавета (1.03.1812 — 29.03.1896). Достоверно известно лишь о потомках К. И. Истомина. Сведений о потомстве других членов семьи И. А. Истомина не имеется.
Формально, И. А. Истомин не мог сообщить дворянства детям, рождённым до его получения. Для этого требовалось Высочайшее разрешение о котором ничего не известно. Поэтому основателем потомственного дворянского рода следует считать адмирала К. И. Истомина
Есть ещё 12 родов Истоминых более позднего происхождения.

## Описание гербов
Герб Ивана Истомина: майор Иван Истомин возведён императрицей Екатериной II в дворянское Российской империи достоинство с пожалованием герба: щит разделён на две части. В верхней части, в голубом поле серебряная шестиконечная звезда, в знак того, что он первый из рода своего вошёл в дворянское достоинство. В нижней части, в красном поле, положены Х-образно штык и тесак, означающие службы, первое начало в Армии, второе в Кавалергардском корпусе. Щит увенчан обыкновенным дворянским шлемом с тремя страусовыми перьями. Намёт: серебряный, подложен голубым.
Герб 20.11.1870 пожалован Константину Ивановичу Истомину, вице-адмиралу: в лазоревом щите золотой с червлёными глазами журавль, держащий в правой лапе серебряный камень. В золотой главе щита три лазоревые шестиугольные звезды (польский герб Гвязды).
Щит увенчан дворянскими шлемом и короной. Нашлемник: три страусовых пера, среднее лазоревое, боковые золотые между двумя серебряными с лазоревым Андреевским крестом и на золотых древках флагами. Намёт лазоревый с золотом. Девиз: «Не оставлю пути чести и долга», золотыми буквами на лазоревой ленте. Герб Истоминых внесён в Часть 6 Сборника дипломных гербов Российского Дворянства, невнесенных в Общий Гербовник, стр. 70.

## Известные представители
- Истомин Афанасий — дьяк, воевода в Казани (1615—1617).
- Истомин Яков — дьяк, воевода в Свияжске (1645—1647).
- Истомин Михаил Яковлевич — московский дворянин (1671)[5].
- Истомин Михаил — воевода в Болхове (1677—1678).
- Истомин Полуект — дьяк, воевода в Киеве (1679)[6].